# 17597 Stefanzweig
17597 Stefanzweig è un asteroide della fascia principale. Scoperto nel 1995, presenta un'orbita caratterizzata da un semiasse maggiore pari a 2,4203671 UA e da un'eccentricità di 0,0747156, inclinata di 2,93078° rispetto all'eclittica.